# St. Blasius und Quirinus (Dietmannsried)

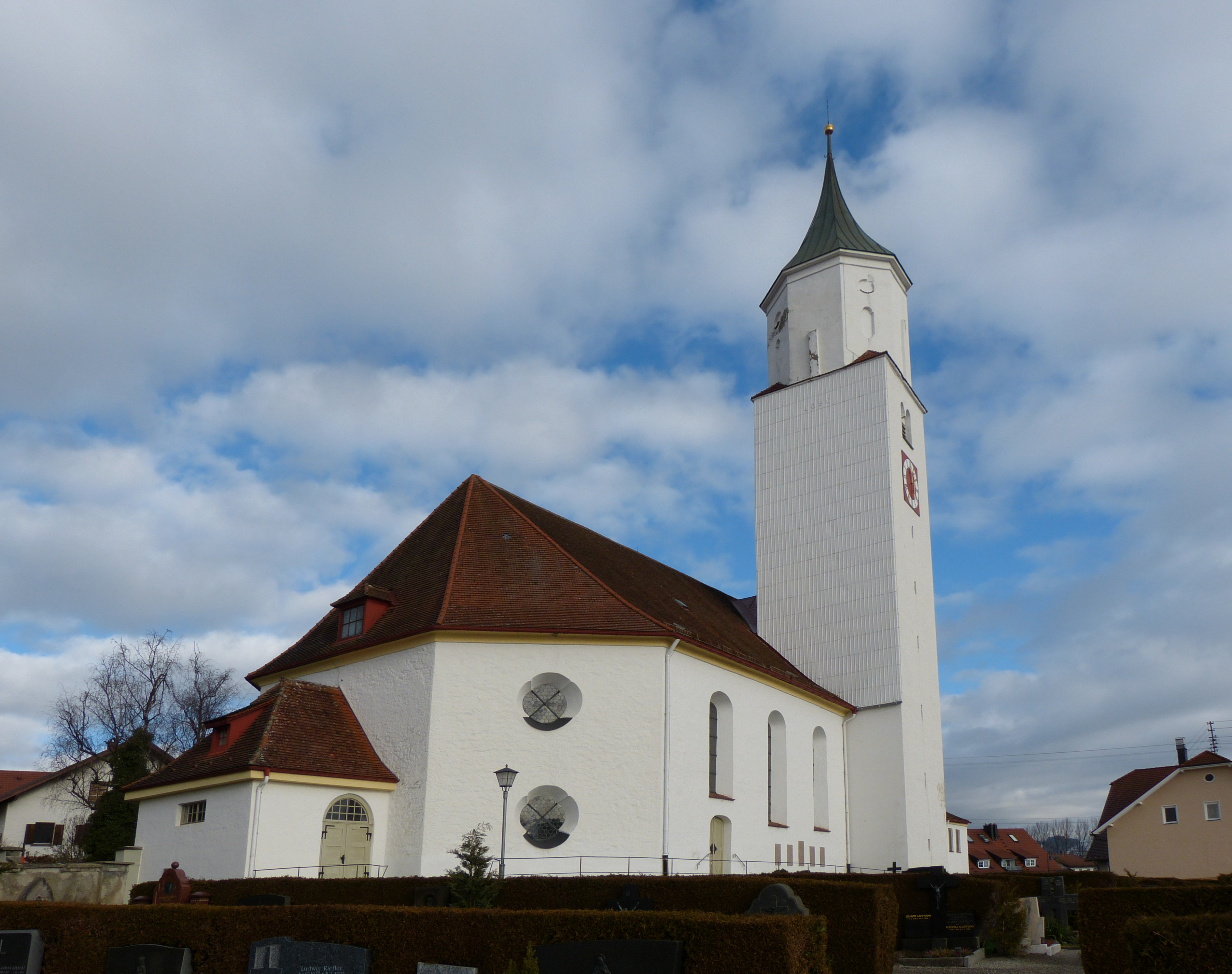
Kirche St. Blasius und Quirinus in Dietmannsried

St. Blasius und Quirinus in Dietmannsried im Landkreis Oberallgäu in Bayern ist eine katholische Pfarrkirche. Sie gehört zum Dekanat Kempten im Bistum Augsburg und steht unter Denkmalschutz.

## Geschichte

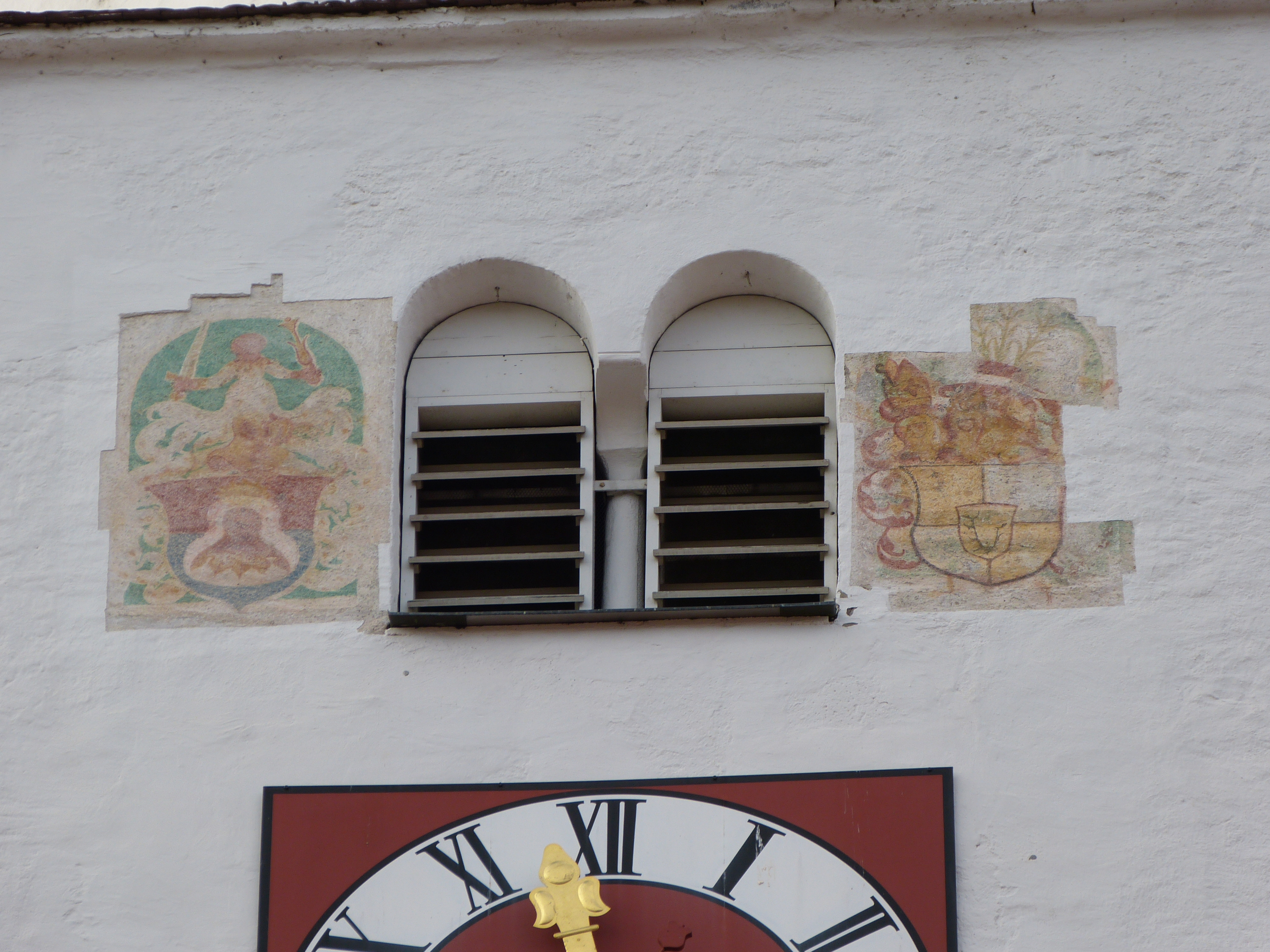
Freigelegte Wappen oberhalb der Turmuhr

Bis zum Jahr 1455 gehörte die Pfarrei Dietmannsried zum Kloster Ottobeuren, danach wechselte die Zugehörigkeit zum Fürststift Kempten. Der Kern der Kirche dürfte noch spätgotisch sein. In den Jahren 1588 und 1679 bis 1681 fanden Umbauten an der Kirche statt. Das Kirchengebäude wurde 1755 in Richtung Westen verlängert. Ein Jahr später, 1756, beendeten Franz Georg Hermann und Franz Josef Hermann die Ausmalung und Ausstattung. 1810 brannte die Kirche völlig aus, wobei die meisten Einrichtungsgegenstände zerstört wurden. In die Phase der Wiederherstellung fällt auch die Umgestaltung des Kirchturmdaches, wobei die Zwiebelhaube durch das achteckige Zeltdach ersetzt wurde. Die Ausmalung von 1859 bis 1862 wurde während einer Renovierung in den Jahren 1956/1957 übermalt und bei einer abermaligen Renovierung 1985/1986 wieder freigelegt.

## Baubeschreibung
Das einschiffige Langhaus ist an der Westseite geschlossen und besitzt ein gedrücktes Tonnengewölbe. Dieses ruht auf breiten von Stichkappen durchbrochener Voute. An der Westseite befindet sich eine Doppelempore. Durch einen runden Chorbogen schließt sich der eingezogene dreiseitig geschlossene Chor mit drei Fensterachsen und Tonnengewölbe an das Langhaus an. Vor dem Chor in der Vierung befindet sich ein stark eingezogenes Joch. Durch einen seit 1956 geöffneten Rundbogen erfolgt der Zugang zur ehemaligen Sakristei an der Nordseite, gegenüberliegend auf der Südseite befindet sich der Kirchturm und die moderne Sakristei. Sowohl der Haupteingang an der Westseite, wie auch die beiden Seiteneingänge sind stichbogig. An der West- und Nordseite führt der Eingang durch ein Vorzeichen. Der Kirchturm ist spätgotisch und besteht aus Tuffsteinquadern. Ursprünglich befand sich die Sakristei im Erdgeschoss des Kirchturmes in einem kreuzgratgewölbten Raum. Lichtschlitze ziehen sich bis in die oberen Geschosse des Kirchturms. Dieser hat im Glockengeschoss drei gekuppelte rundbogige Schallöffnungen, die durch Zwischensäulen aus Sandstein unterbrochen werden. Auf der Südseite wurde die Sandsteinsäule durch eine Säule aus Beton ersetzt. Das Oktogon des Kirchturmes wurde im 17. Jahrhundert errichtet. Der Kirchturm der Pfarrkirche St. Blasius ist 54 Meter hoch. Der Anstieg führt über 109 Treppenstufen nach oben.

## Ausstattung

### Inneres

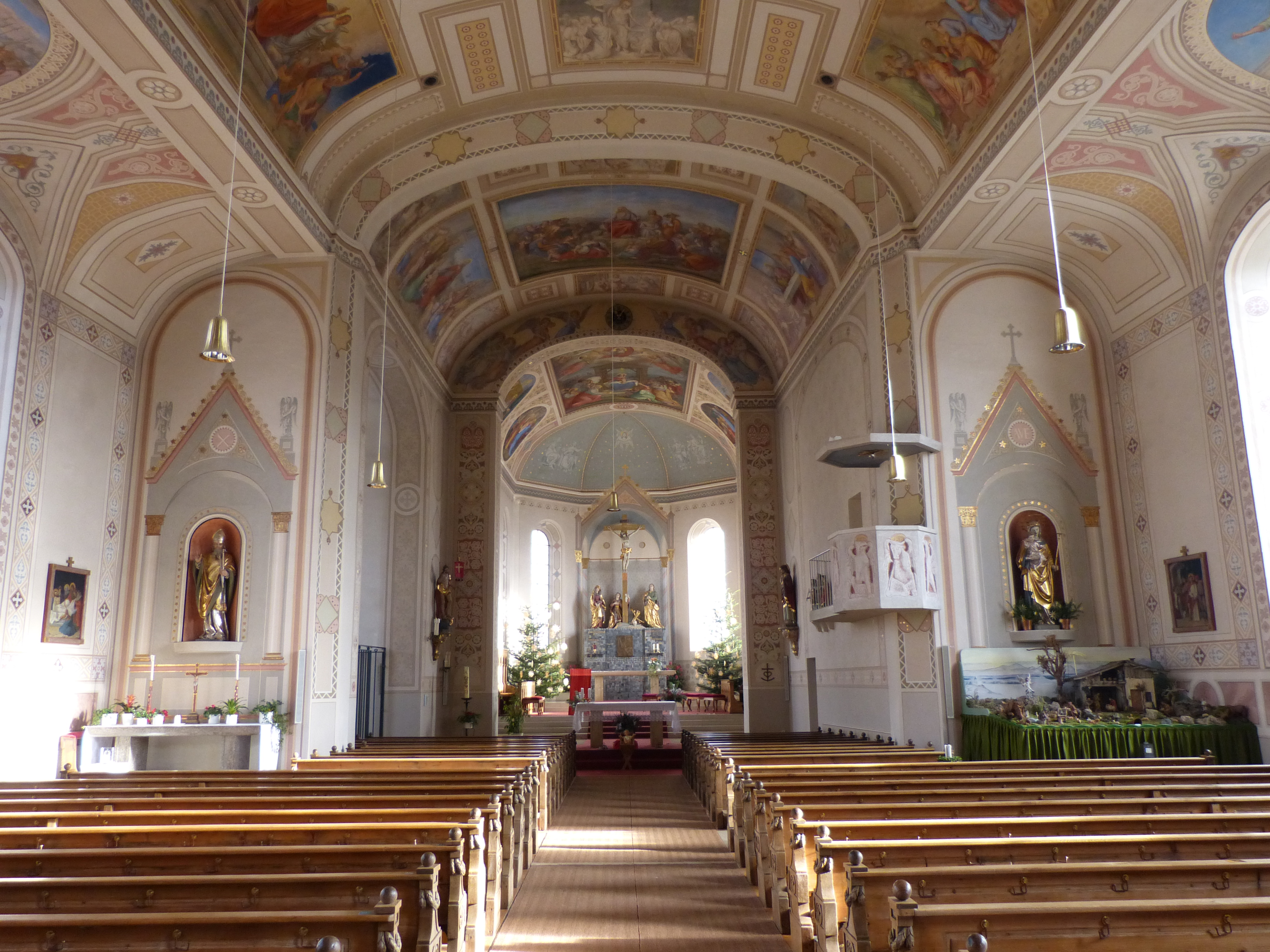
Innenansicht

Die die Kirche bestimmende Ausmalung stellt Szenen aus dem Leben Christi dar und ist ein ländliches Beispiel nazarenischer Kunst in der Nachfolge Peter von Cornelius. Die Fresken im Chor wurden 1859 von seinem Schüler Fidelis Schabet geschaffen, alle restlichen 1861 bis 1863 durch Andreas Merkle.
Der Hochaltar aus dem Ende des 18. Jahrhunderts besteht aus einer freiplastischen Kreuzigungsgruppe von Johann Richard Eberhard. Die Kreuzigungsgruppe mit weiß-gold gefassten Figuren von Maria, Johannes und Maria Magdalena befand sich vorher in der Pfarrkirche in Sonthofen. In den beiden Seitenaltären befindet sich jeweils eine Holzfigur aus der ersten Hälfte des 19. Jahrhunderts: auf der Nordseite eine des hl. Johannes von Nepomuk, auf der Südseite eine Muttergottes.
Der Kreuzweg von 1751 ist eine Stiftung der Franziskaner des Franziskanerklosters Lenzfried bei Kempten.

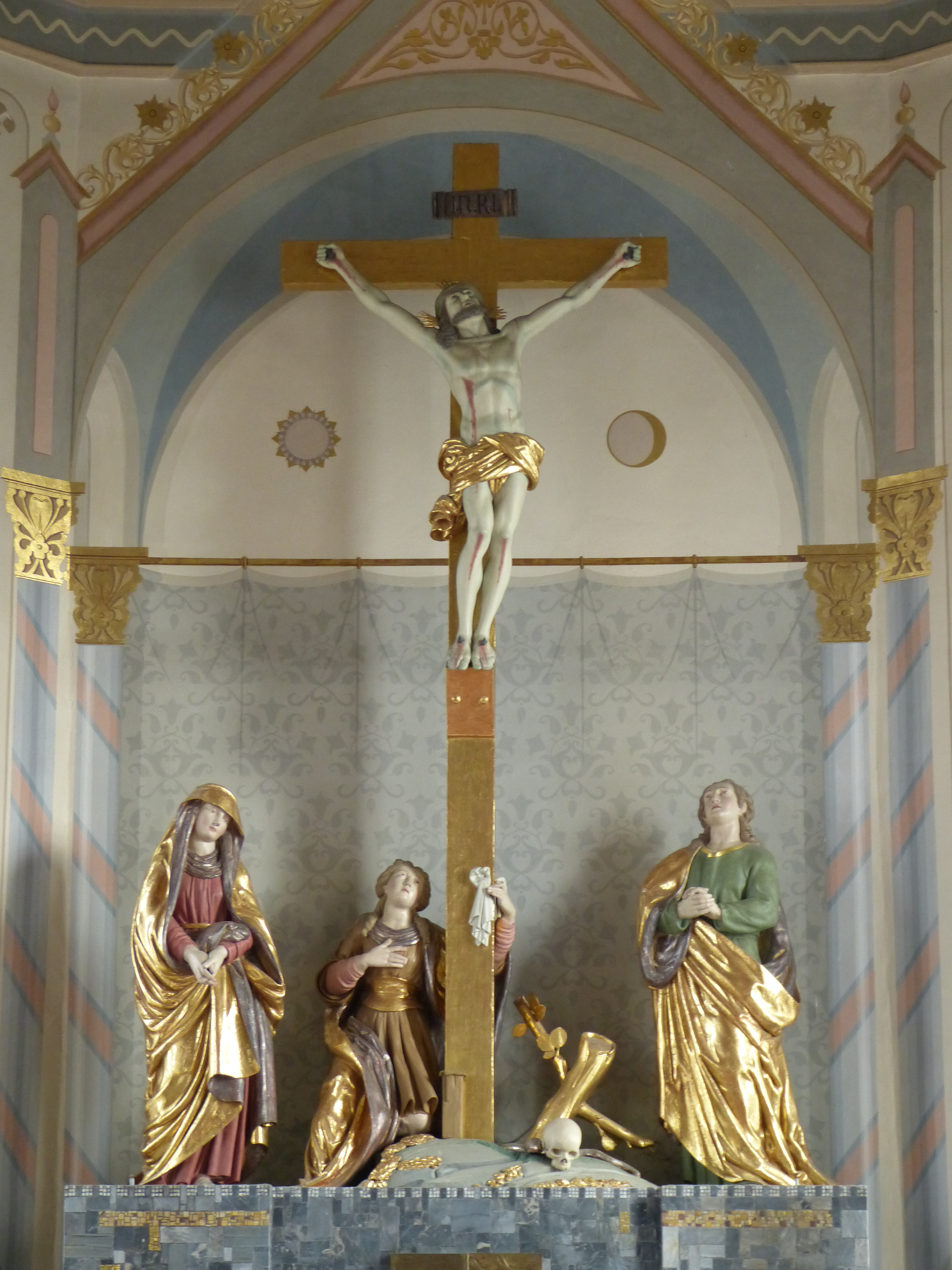
Hochaltar, 18. Jahrhundert
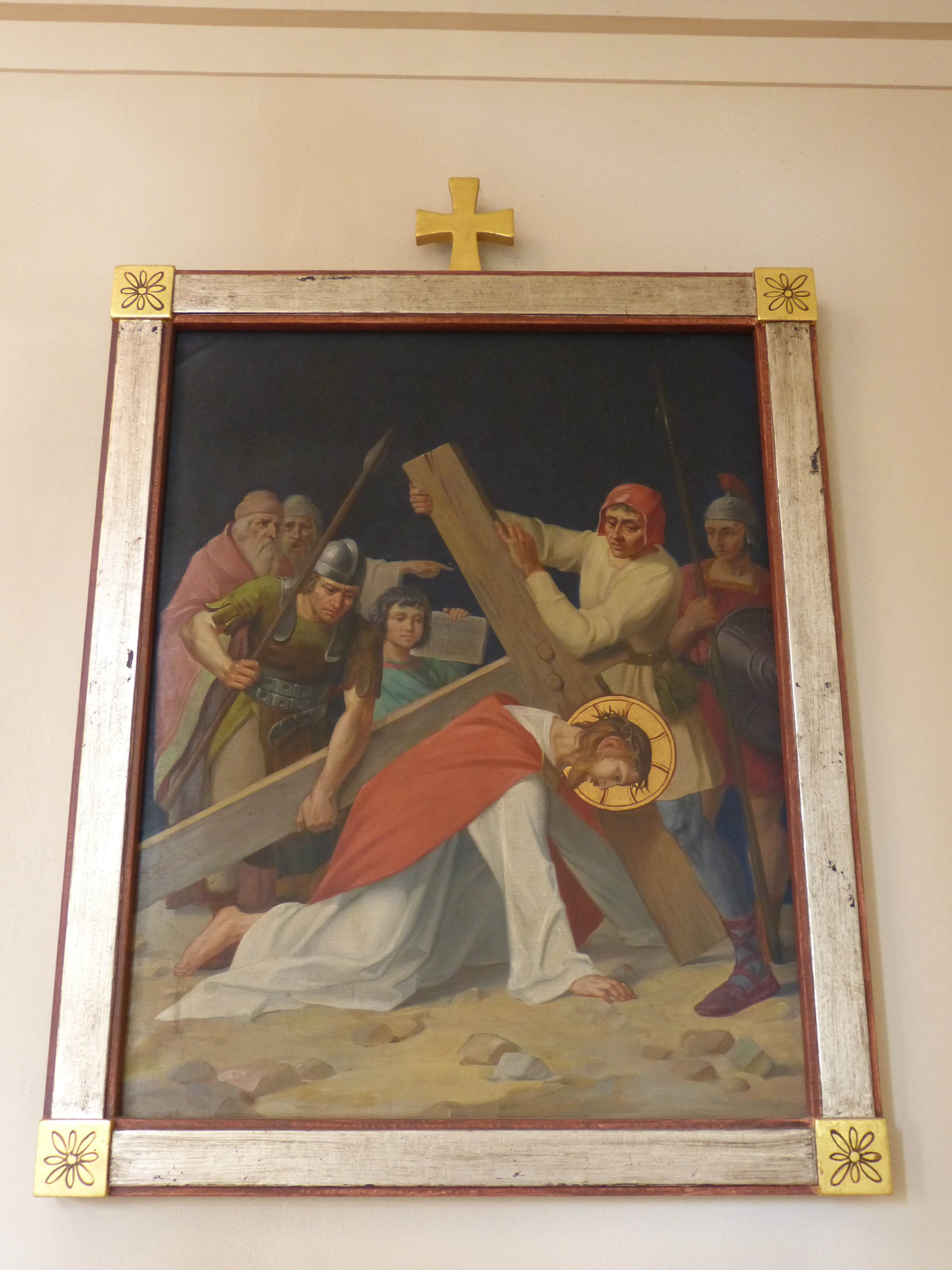
Kreuzwegstation
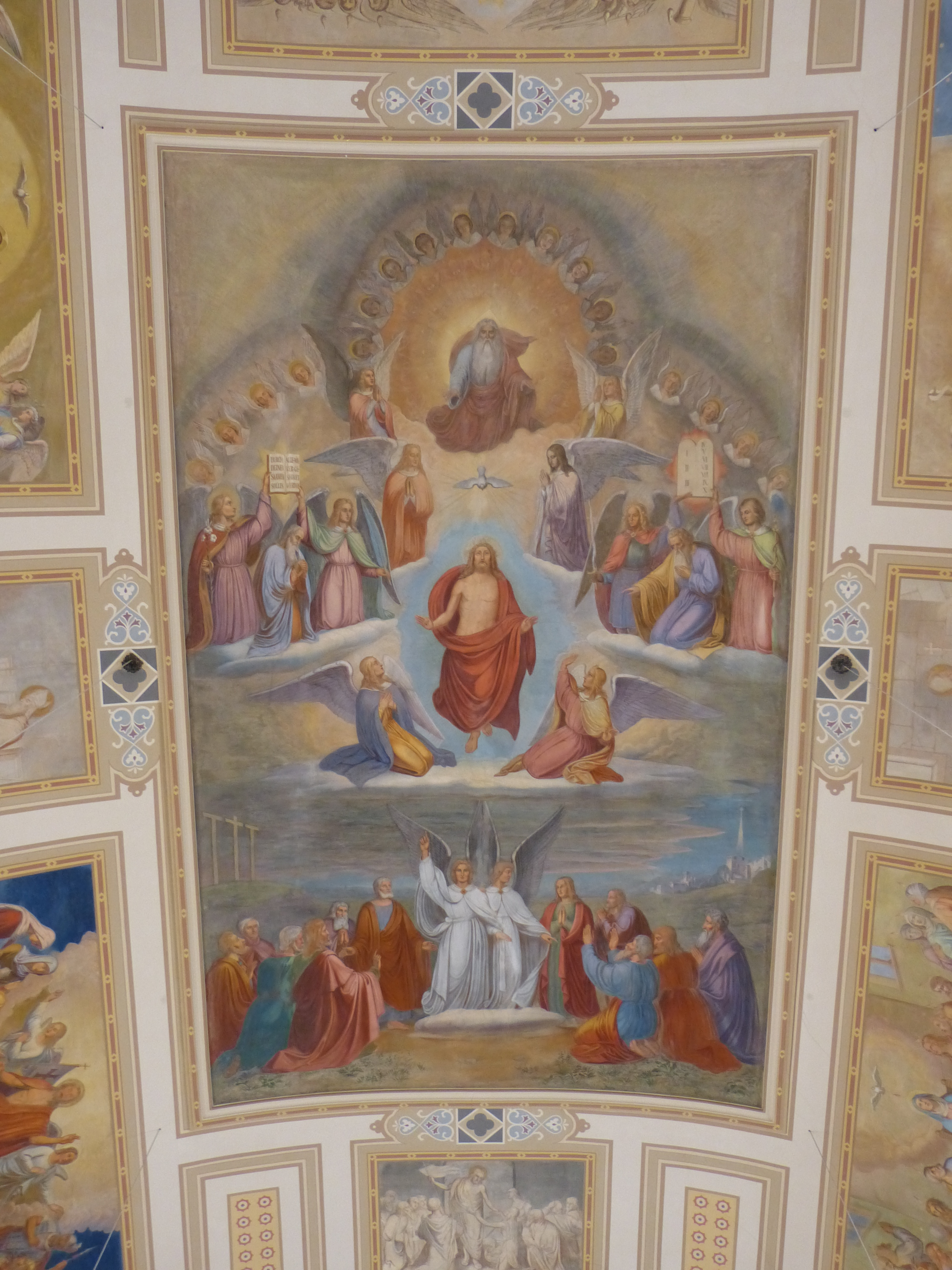
Deckenfresko im Langhaus

### Orgel
Die Kirche erhielt 1986 im Zuge von umfassenden Renovierungsarbeiten eine neue Orgel der Werkstatt Orgelbau Schmid aus Kaufbeuren mit 24 Registern und 1533 Pfeifen, welche ein Werk des Orgelbauers Julius Schwarzbauer ersetzte. 2007 wurde die Orgel von der Erbauerfirma gereinigt und leicht in der Intonation zugunsten von mehr Tragkraft und in der Schwellwerksdämmung überarbeitet.
Um möglichst viel Platz auf der Empore für den Chor zu belassen, ist das Hauptwerk in die Emporenbrüstung eingebaut und aus Sicht des Organisten – der Spieltisch ist ins Schwellwerksgehäuse eingelassen mit Blick nach Westen – ein Rückpositiv. Der transparente und farbenreiche Klang der Orgel ist beispielhaft für den radikal neobarocken Stil von Gerhard Schmid.

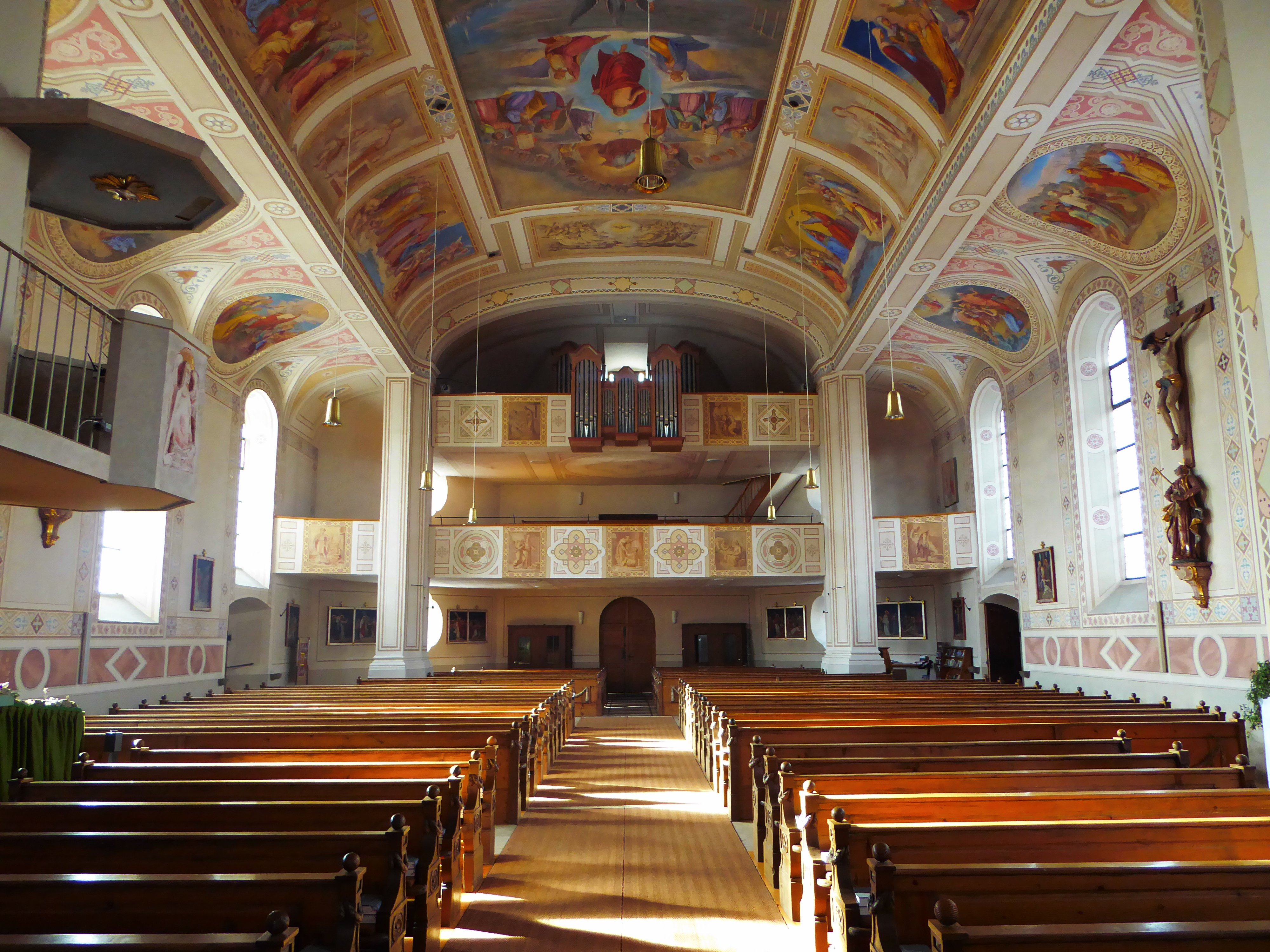
Innenansicht Richtung Ausgang mit zwei Emporen

| I Hauptwerk |       |
| Principal   | 8′    |
| Spitzflöte  | 8′    |
| Oktav       | 4′    |
| Waldflöte   | 2′    |
| Mixtur      | 1 ⁄3′ |
| Trompete    | 8′    |
| Tremulant   |       |

| II Schwellwerk |       |
| Gedacktpommer  | 16′   |
| Rohrflöte      | 8′    |
| Spitzgamba     | 8′    |
| Principal      | 4′    |
| Traversflöte   | 4′    |
| Nasat          | 2 ⁄3′ |
| Kleinpommer    | 2′    |
| Terz           | 1 ⁄3′ |
| Oktave         | 1′    |
| Plein jeu IV   | 2′    |
| Oboe           | 8′    |
| Tremulant      |       |

| Pedal      |        |
| Subbass    | 16′    |
| Oktavbass  | 8′     |
| Gedeckt    | 8′     |
| Großterz   | 6 2⁄5′ |
| Choralbass | 4′     |
| Principal  | 2′     |
| Posaune    | 16′    |

- Koppeln: I/II, I/P, II/P
- Schwelltritt

### Glocken
Nachdem frühere Glocken während beider Weltkriege im 20. Jahrhundert jeweils der Einschmelzung zu Kriegszwecken zum Opfer gefallen waren, wurden 1951 vier neue Glocken von der Glockengießerei Karl Czudnochowsky gegossen:
- die St. Blasius-Glocke, 3000 kg schwer, hat den Schlagton b°,
- die St. Ulrichs- und St. Quirinus-Glocke, 1650 kg schwer, hat den Schlagton des',
- die Mariä Himmelfahrts-Glocke, 1200 kg schwer, hat den Schlagton es',
- die St. Michaelis-Glocke, 730 kg schwer, hat den Schlagton ges'.